# Thomas Edison Depot Museum

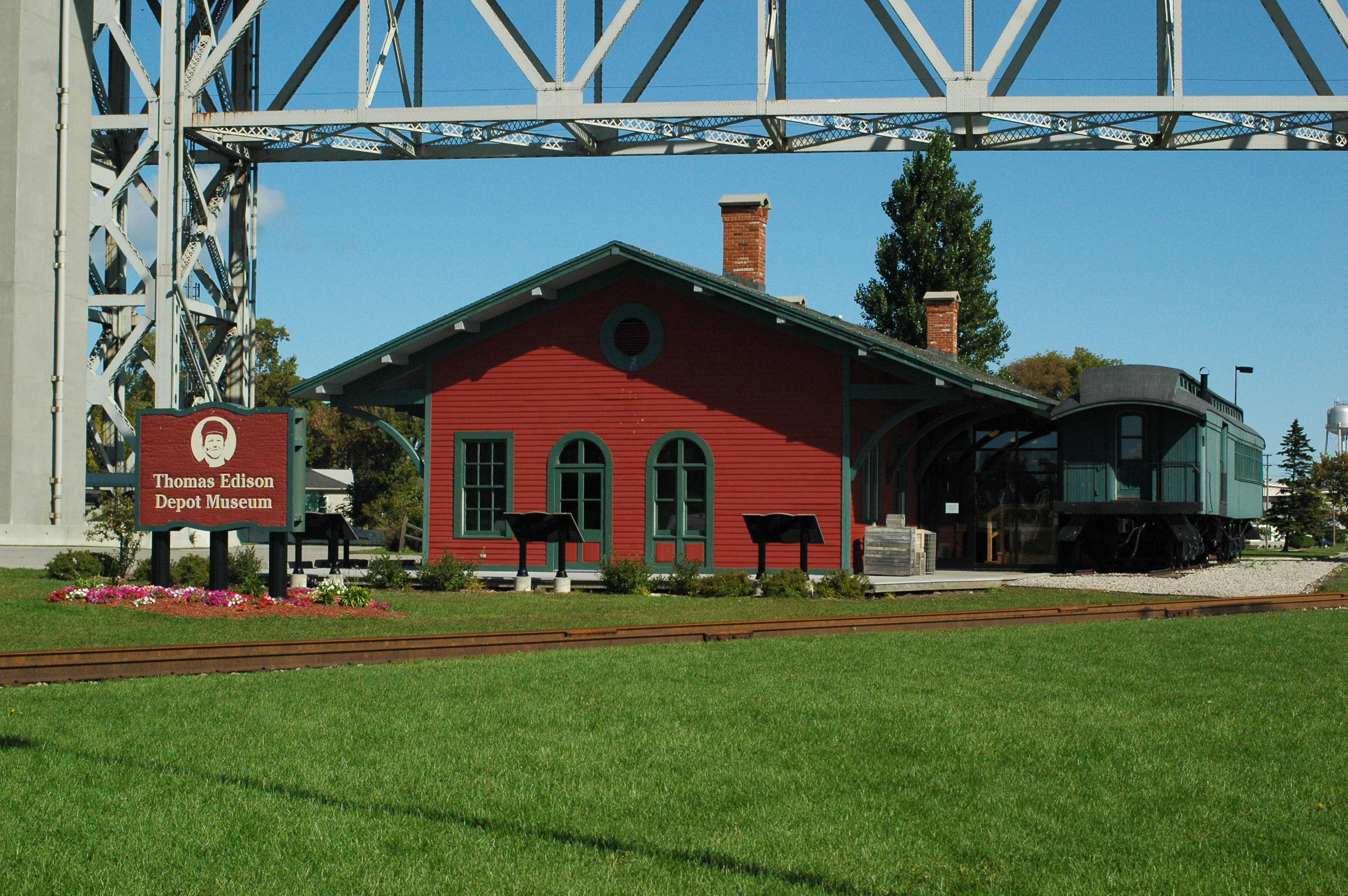
Thomas Edison Depot Museum unter der Blue Water Bridge

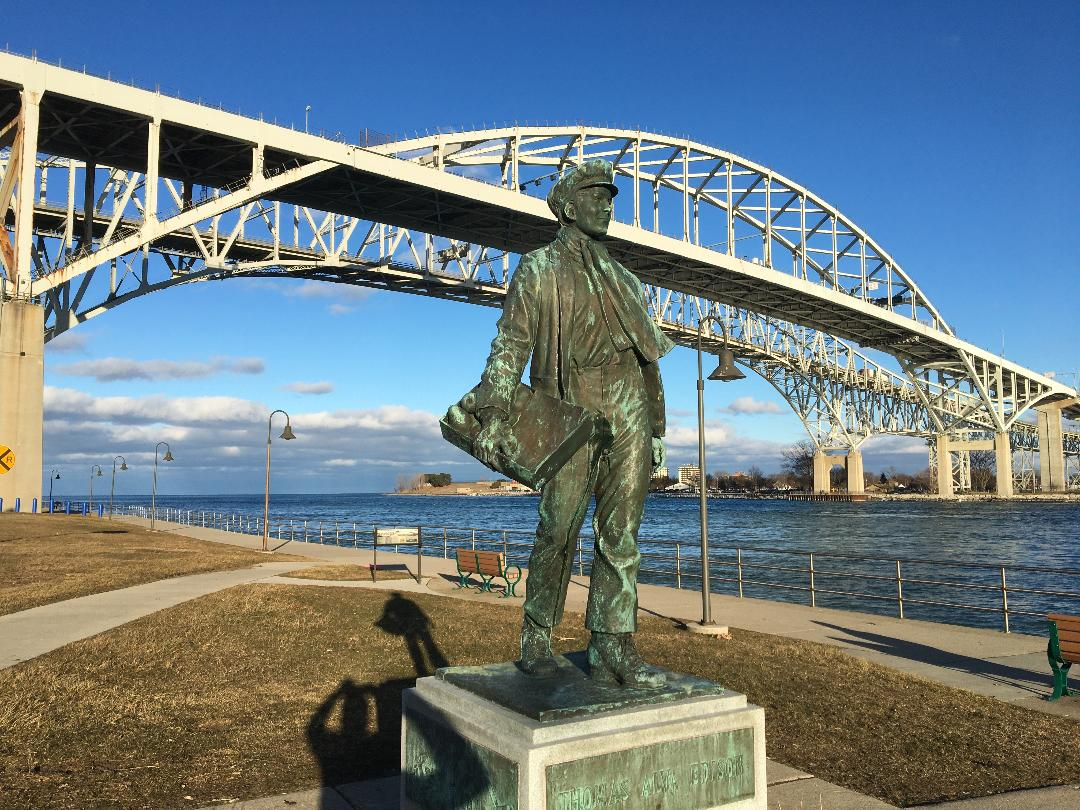
Thomas-Edison-Statue vor der Blue Water Bridge

Das Thomas Edison Depot Museum ist die Kombination eines Wissenschaftsmuseums und eines Eisenbahnmuseums. Das Museum befindet sich in Port Huron im US-Bundesstaat Michigan. Es liegt unter der Blue Water Bridge, auf deren Mitte die Grenze zwischen den USA und Kanada verläuft. Das Museum wurde zu Ehren des Erfinders und Unternehmers Thomas Alva Edison (1847–1931) eingerichtet und nach ihm benannt. Edison lebte als Heranwachsender für einige Zeit in Port Huron und verkaufte dort Süßwaren, Obst und Zeitungen an Passagiere, die mit dem Zug zwischen Port Huron und Detroit reisten.

## Geschichte
Das 1858 von der Grand Trunk Railway gebaute Grand Trunk Western Railroad Depot wurde 1977 unter der Nummer 77001397 in das National Register of Historic Places aufgenommen. Nachdem es vom Port Huron Museum übernommen und umgestaltet wurde, eröffnete es am 11. Februar 2001 als Thomas Edison Depot Museum.

## Museum
In seinen Schriften und Gesprächen verwies Thomas Edison oft auf seine prägenden Jahre in Port Huron. Dieser Ort hat eine abwechslungsreiche Geschichte mit Verbindungen zu vielen bedeutenden Menschen und Ereignissen. Das Museum gewährt Einblicke in diese Begebenheiten.  Außerdem werden Siedlungen der amerikanischen Ureinwohner, historische Forts sowie die Transportverbindungen der Stadt und ihre Bedeutung als Einwanderungstor in die Vereinigten Staaten hervorgehoben.
Viele Exponate zeigen Edisons reichhaltige Kreativität, die Unterstützung seiner Familie, Widrigkeiten bei seinen Erfindungen, die Ausdauer seiner Forschungstätigkeit und auftretende Erfolge. Eine Ausstellung verfolgt den Umzug der Familie Edison von Ohio nach Port Huron, seine Jugend- und Schulerfahrungen sowie seine ständige Neugier und seine ersten wissenschaftlichen Studien, die von seiner Mutter gefördert wurden. Ein weiterer Bereich zeigt Edisons Probleme als junger Erwachsener, als er seinen Job mehrfach wechselte und Rückschläge in seinen Erfindungen erlebte, bis er schließlich selbst Unternehmer wurde.
Moderne Displays laden Besucher ein, Teilnehmer dieser inspirierenden Forscher-Geschichte zu werden und sie werden ermutigt, ihre eigene Kreativität und ihren eigenen Einfallsreichtum zu entwickeln, wenn sie über Edisons Leben und seine Erfindungen erfahren. Seine Erfolge und bedeutenden Beiträge zur Gesellschaft werden in einem kleinen Theater mit Live-Science-Präsentationen und interaktiven Displays präsentiert.
Außerhalb des Museums steht ein antiker, restaurierter Gepäckwagen auf einem stillgelegten Eisenbahngleis. In diesem Gepäckwagen befinden sich eine Nachbildung des mobilen Chemie-Labors und Druckereiapparate des jungen Edison. In unmittelbarer Nähe zum Museum an der Blue Water Bridge steht eine von der Bildhauerin Michaele Duffy Kramer geschaffene Bronze-Statue des jungen Thomas Edison, die ihn als Zeitungsausträger zeigt.